# Thrussington
Thrussington is een civil parish in het bestuurlijke gebied Charnwood, in het Engelse graafschap Leicestershire met 581 inwoners.

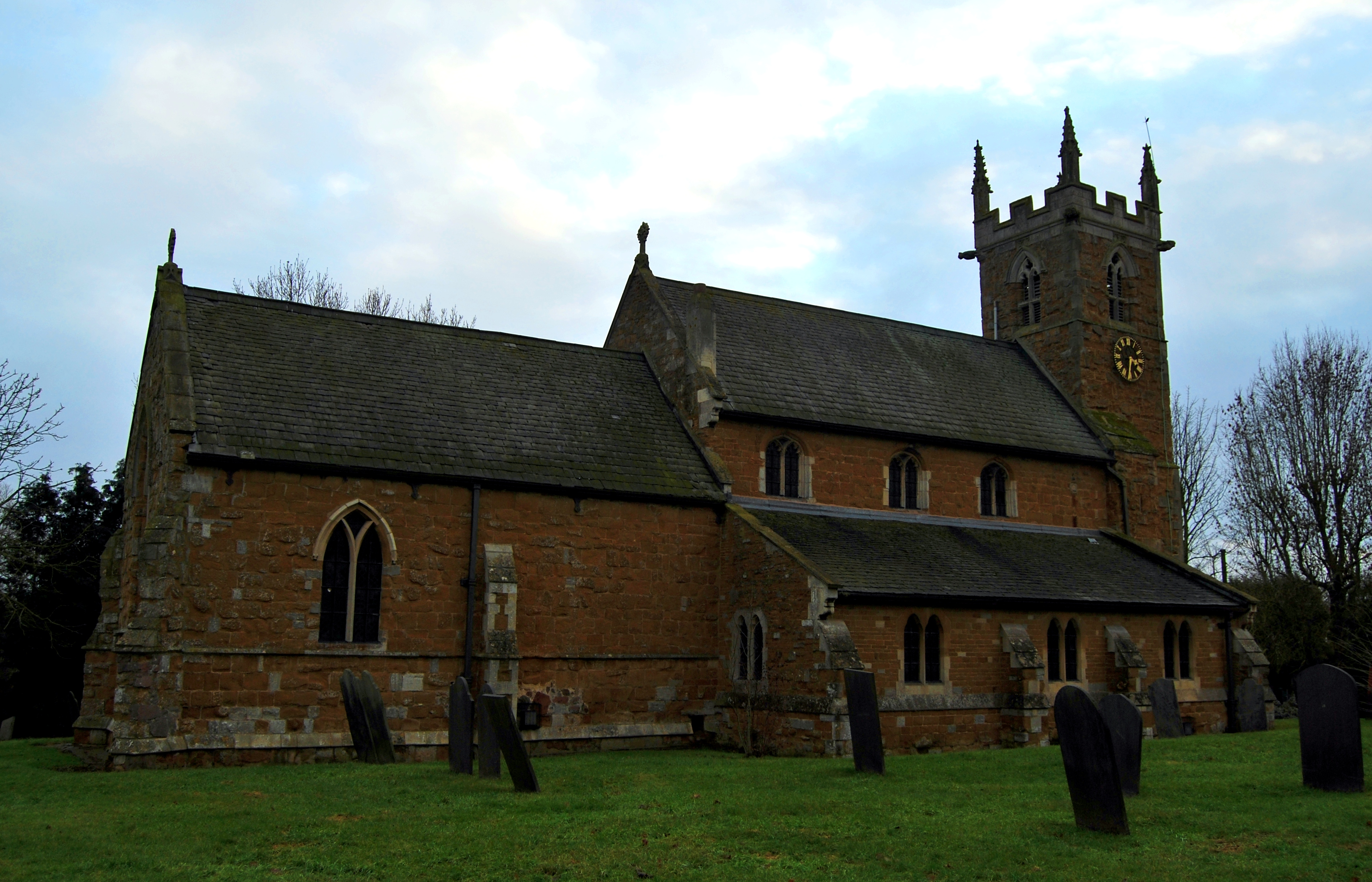
Holy Trinity